# Terliczka
Terliczka – wieś w Polsce położona w województwie podkarpackim, w powiecie rzeszowskim, w gminie Trzebownisko.
| SIMC    | Nazwa    | Rodzaj    |
| ------- | -------- | --------- |
| 0664622 | Budy     | część wsi |
| 0664639 | Księżaki | część wsi |
| 0664645 | Zagrody  | część wsi |

Prywatna wieś szlachecka, położona w województwie ruskim, w 1739 roku należała do klucza Łąka Lubomirskich. W latach 1975–1998 miejscowość administracyjnie należała do województwa rzeszowskiego.
Terliczka jest położona na prawym brzegu rzeki Wisłok nieopodal Rzeszowa. Prawdopodobnie wcześniej nazywała się Tarniczka - od rosnącej nad brzegiem tarniny. Z czasem powstała nazwa Terliczka. Inne źródła podają, że nazwa Terliczka pochodzi od terlic, które były wykonywane w tej rzemieślniczej wiosce, dla potrzeb stajni królewskich w Łące. Mieszkańcy należeli do parafii Łąka. Początki tej parafii sięgają roku 1409. Obecnie w Terliczce stoi około 200 domów i zamieszkuje w nich 638 mieszkańców (dane na 2021 r.). Wioska zajmuje powierzchnię 1,2 km². Pod względem liczby ludności i powierzchni wioska znajduje się na 9 miejscu w gminie Trzebownisko.
W Terliczce do 2019 roku działała czteroklasowa szkoła filialna Szkoły Podstawowej w Trzebownisku. Szkołę w Terliczce zainicjowały władze krajowe galicyjskie daleko wcześniej, ale otwarto ją po raz pierwszy 1 września 1911 roku, gdy pierwszy budynek szkolny wybudowała ówczesna Rada Szkolna Krajowa we Lwowie. Pierwszym nauczycielem był Tomasz Lis. W roku 1948 wysiłkiem miejscowego społeczeństwa rozbudowano szkołę, a w 2003 została powtórnie zmodernizowana. W czerwcu 2021 roku rozpoczęto rozbudowę i remont budynku szkoły, by 22 marca 2022 został otwarty Środowiskowy Dom Samopomocy - ośrodka Caritas Diecezji Rzeszowskiej.
Dzięki pracy społecznej zostały wybudowane dwa Domy Ludowe, funkcjonuje również Ochotnicza Straż Pożarna. Budynek jednego z Domów Ludowych został przebudowany w roku 2022.
W 2020 r. powstał klub piłkarski KS Terliczka. W sezonie 2022/2023 klub występuje w klasie B, w grupie Rzeszów IV - Łańcut.
W Terliczce znajdują się pokłady złoża gazu ziemnego „TERLICZKA” (Terliczka, Łukawiec) o powierzchni 1 897 067 m² i wartości pokładów gazu 648,54 mln m³.

## Sanktuarium w Terliczce
W Terliczce znajduje się rzymskokatolickie Sanktuarium Matki Bożej Fatimskiej i św. Ojca Pio. W latach 1984–1991 z inicjatywy kapucyńskiego zakonnika, pochodzącego z Terliczki o. Włodzimierza Lecha wzniesiono dwupoziomowy kościół jako wotum wdzięczności dla Matki Bożej Fatimskiej za ocalenie życia Ojca Świętego Jana Pawła II po zamachu 13 maja 1981 roku.
4 czerwca 1999 roku bp Kazimierz Górny, ordynariusz rzeszowski, nadał świątyni drugiego patrona- obecnie już świętego - Pio z Pietrelciny, kapucyńskiego zakonnika i stygmatyka. Poświęcona mu została dolna kaplica, gdzie znajdują się jego relikwie. Uroczystego wprowadzenia relikwii dokonał 13 czerwca 1999 roku ks. inf. Ireneusz Skubiś, redaktor naczelny Tygodnika Katolickiego „Niedziela”. Górny kościół jest pod wezwaniem Matki Bożej Fatimskiej. Od 1992 roku Terliczka jest siedzibą parafii pod wezwaniem Matki Bożej Fatimskiej.
Sanktuarium Świętego Ojca Pio, jest celem pielgrzymek. Największe uroczystości ku czci Św. Ojca Pio odbywają się 23 września, natomiast ku czci Matki Bożej Fatimskiej 13 maja.